# An der Schmücke
An der Schmücke (lett.: «presso la Schmücke») è una città tedesca con status di Landgemeinde nel Land della Turingia.
Svolge il ruolo di comune amministratore nei confronti dei comuni di Etzleben e Oberheldrungen.
Non esiste alcun centro abitato denominato «An der Schmücke»: si tratta pertanto di un comune sparso.

## Storia
La città di An der Schmücke fu creata il 1º gennaio 2019 dalla fusione della città di Heldrungen con i comuni di Bretleben,
Gorsleben, Hauteroda, Hemleben e Oldisleben.

## Geografia antropica
La città di An der Schmücke è suddivisa nelle seguenti frazioni (Ortschaft):
- Bretleben
- Gorsleben
- Hauteroda
- Heldrungen (con le località di Bahnhof Heldrungen e Braunsroda)
- Hemleben
- Oldisleben (con la località di Sachsenburg)